# 61-es busz (Budapest)
A budapesti 61-es jelzésű autóbusz az Örs vezér tere és Rákoskeresztúr, Városközpont között közlekedett. A vonalat a Budapesti Közlekedési Zrt. üzemeltette.

## Története
1950 februárjában indult el a 61-es buszjárat Rákoshegy és Rákoscsaba között. Az 1950-es évek második felében már Rákoshegy, Újhegyi út és Rákosliget, Kossuth utca között járt, míg betétjárata, a 61A jelzést viselő busz Rákoshegy, Baross utca és Rákosliget, Kossuth utca között közlekedett.
Az 1960-as évek közepétől a 61-es busz már a Zalka Máté tér – Jászberényi út – Pesti út – Péceli út – Zrínyi utca – Pesti út – Jászberényi út – Zalka Máté tér útvonalon közlekedett. A körforgalom ellenkező irányában a 62-es közlekedett. 1970. április 3-án indult el a 61Y busz, ami nem a Zalka Máté térre, hanem az Örs vezér terére ment, az aznap átadott 2-es metró keleti végállomásához. A járat a 61-essel azonos irányba tette meg a körforgalmat Rákoscsabán. (A körforgalom másik irányában hasonló módon a 62-es és 62B jelzésű buszok közlekedtek.)
1974-ben elindult a 161E busz az Örs vezér tere és Rákoskeresztúr, Ferihegyi út között.
1975-ben átszervezték a 61-es és a 62-es buszcsaládot, az új koncepció lényege az volt, hogy a 61-esek az Örs vezér teréről, a 62-esek pedig a Zalka Máté térről induljanak. Korábban a két buszcsalád járatai mindkét végállomásról közlekedtek. Az átszervezés következtében a Zalka Máté térről induló 61-es megszűnt, a korábbi 61Y busz kapta a 61-es jelzést. Két betétjárata is indult 61A és 61B jelzéssel.
1977. január 1-jén a 161E gyorsjárat a 61E jelzést kapta. Az átszervezés nem érintette a 61-est, azonban augusztus 1-jén átadták az új rákoskeresztúri autóbusz-végállomást: a korábbi 61-est megszüntették, a 61A jelzését pedig 61-esre, a 61B-ét pedig 161-esre módosították.
2008. szeptember 6-án a 61-es buszt ismét összekötötték a 161-essel, így született meg a mai 161-es busz.

## Útvonala
| Rákoskeresztúr, Városközpont felé                                                                        | Örs vezér tere felé                                                                          |
| --- | -------------------------------------------------------------------------------------------- |
| Örs vezér tere vá. – Fehér út – Élessarok – Jászberényi út – Pesti út – Rákoskeresztúr, Városközpont vá. | Rákoskeresztúr, Városközpont vá. – Pesti út – Jászberényi út – Fehér út – Örs vezér tere vá. |

## Megállóhelyei
| 0  | Örs vezér tere végállomás               | 24 | Gödöllői és csömöri HÉV 31, 32, 44, 45, 61, 61E, 67, 85, 85, 100, 131, 144, 168, 176E, 231, 244, 276E, 277, Rákoskert 3, 62, 62A |
| 1  | Finommechanikai Zrt.                    | 22 | 85, 168 3, 62, 62A |
| 2  | Aluljáró                                | 21 | 85, 168 3, 62, 62A |
| 4  | Élessarok                               | ∫  | 61, 62, 85, 168 3, 28, 37, 37A, 62, 62A                                                                                          |
| 5  | Sörgyár                                 | 20 | 61, 62, 85, 168 28, 37, 37A |
| 6  | Maglódi út                              | 18 | 61, 62, 168 28, 37 |
| 7  | Orion                                   | 17 | 62, 168 |
| 8  | Téglavető utca                          | 17 | 62, 168 |
| 9  | Porcelán utca                           | 16 | 61, 62, 168 |
| 10 | Rákos vasútállomás                      | 15 | 61, 62, 168 Rákos |
| 11 | Athenaeum Nyomda (↓) Kozma utca (↑)     | 14 | 62, 68, 168 |
| 12 | Kossuth Nyomda                          | 13 | 62, 68, 168 |
| 14 | Legényrózsa utca                        | 11 | 62, 68 |
| 15 | Rézvirág utca                           | 10 | 61, 62, 67, 68, Keresztúr |
| 16 | Dombhát utca                            | 9  | 62, 68 |
| 17 | 501. utca                               | 8  | 61, 62, 68, Keresztúr |
| 18 | 509. utca                               | 7  | 61, 62 |
| 20 | Borsó utca                              | 5  | 61, 62, 67, 176E, Keresztúr |
| 21 | Kis utca                                | 4  | 61, 62, 80, 176E, Keresztúr |
| 22 | Bakancsos utca                          | 2  | 46, 62, 80, Keresztúr |
| 24 | Földműves utca (↓) Diák utca (↑)        | 1  | 46, 62, 80, Keresztúr |
| 25 | Rákoskeresztúr, Városközpont végállomás | 0  | 46, 61E, 62, 69, 69A, 80, 97, 98, 161, 162, 198, 297, Keresztúr                                                                  |